# Торриани, Мария Антуанетта
Мария Антуанетта Торриани (итал. Maria Antonietta Torriani; 1 января 1840, Новара, Пьемонт[…] — 24 марта 1920, Турин) — итальянская писательница, журналистка, поэт, драматург, переводчица

, педагог, феминистка и благотворительница, более известна под псевдонимами «Маркиза Коломби» (персонаж комедии «Сатира и Парини» Паоло Феррари), «Amelia Lorrit» и «La Moda».

## Биография
Мария Антуанетта Торриани родилась 1 января 1840 года в Новарае в провинции Пьемонт. Её отец, Луиджи Торриани, был часовщиком, а мать, Каролина Императори, была учительницей начальной школы. Через год после её рождения отец умер в возрасте 32 лет. У неё была старшая сестра Джузеппина и младший сводный брат Томмазо. Она посещала начальную школу, где преподавала её мать, и провела четыре года в Институте искусств и ремесел Беллини, где весьма преуспела в учёбе. Диплом преподавателя она получила, обучаясь в монастыре в районе озера Орта.

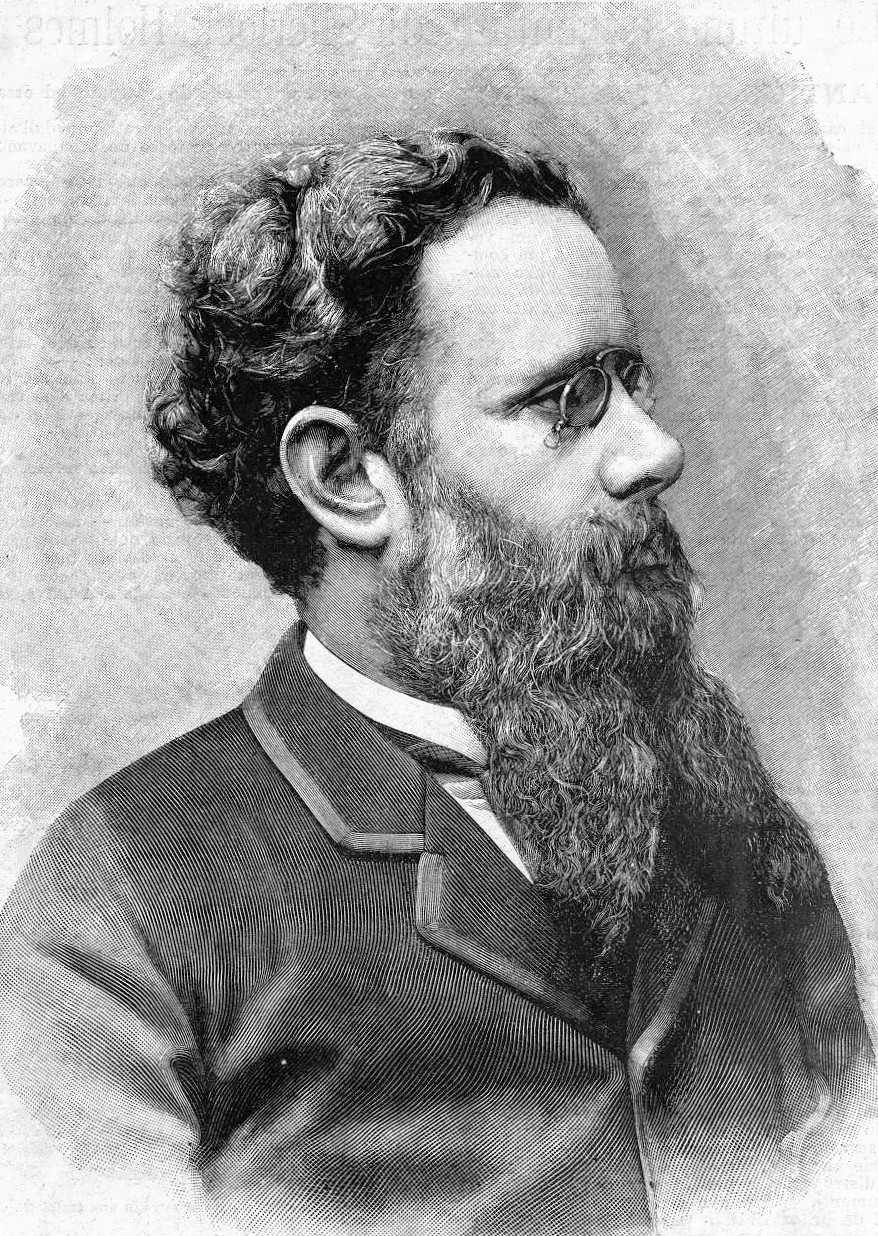
Эудженио Торелли Виолье — муж Торриани

Находясь в монастыре, она начала переписываться с журналистом Эудженио Торелли Виолье, который впоследствии основал Corriere della Sera, одну из старейших газет Италии. В 1865 году её отчим умер, оставив Торриани целое состояние, и вскоре после этого она купила дом в Милане. Там она подружилась с лидером феминисток Анной Марией Моццони. Две женщины организовали серию конференций в 1871 году, читая лекции в Генуе, Флоренции и Болонье. В Болонье она подружилась с писателями Энрико Панцакки и Джозуэ Кардуччи.
В 1875 году Мария Антуанетта Торриани вышла замуж за Эудженио Торелли Виолье. Она активно участвовала в литературной жизни Милана и публиковалась в таких журналах, как «Il Passatempo и L’Illustrazione italiana».
В 1877 году она опубликовала книгу по этикету «La gente per bene», которая была переиздана 22 раза в течение следующих двух десятилетий. Она написала более сорока книг, в основном состоящих из рассказов и романов, предназначенных для женщин и детей, а также двух оперных либретто. 

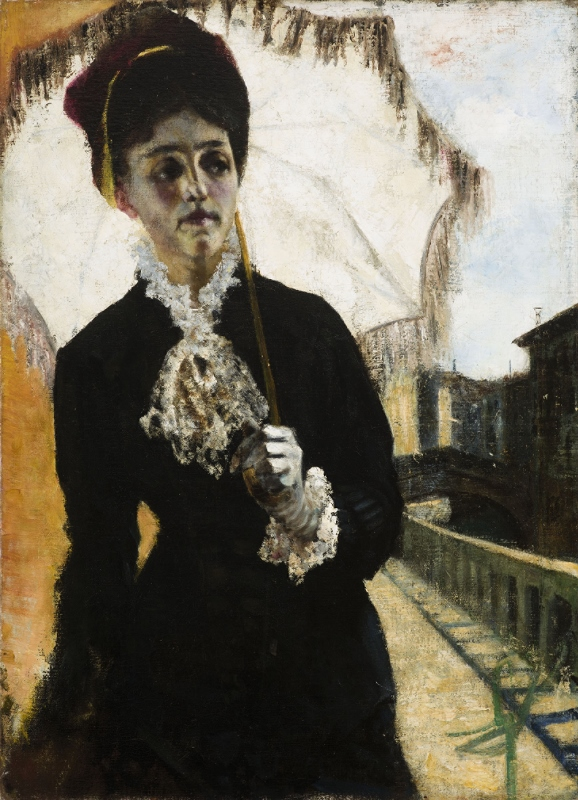
Мария Торриани
(художник G. Segantini; 1886)

Торриани также перевела несколько произведений с французского и английского на итальянский язык. Большая часть её художественной литературы реалистична и привлекает внимание к женским проблемам того времени. Например, «In risaia» (1878) фокусируется на ужасных условиях труда mondina, пропалывающих рисовые поля в Северной Италии. Она также работала с «Неерой» (Анна Радиус Зуккари), чтобы вести журнал «Vita Intima»; несмотря на успех произведений и популярность, А. Радиус считала, что место женщины — дом и семья, называя это «настоящим феминизмом».
После самоубийства своей племянницы Евы она рассталась с мужем и переехала в Турин. Она бросила писать, но оставалась активной в обществе, основав салон, который часто посещали музыканты, интеллектуалы и писатели, такие как Арриго Бойто и Джузеппе Джакоза. Она основала благотворительную организацию для помощи нуждающимся, а во время Первой мировой войны организовала группу, которая обеспечивала итальянских солдат тёплой одеждой.
Мария Антуанетта Торриани умерла 24 марта 1920 года в городе Турине.
После смерти Торриани её работы были практически забыта, пока их не возродили в 1970-х годах писательница Наталья Гинзбург и публицист Итало Кальвино. Одна из её самых известных работ, «Брак в провинции» (1885), была переведена на английский язык Паулой Сперлинг Пейдж (англ. Paula Sperling Paige) и опубликована как «Брак в маленьком городке» в 2001 году. Рецензент в «Italian Americana» охарактеризовал его «короткометражным шедевром», а другой в «Kirkus Reviews» назвал его «в своем роде новаторской работой и долгожданным новым открытием».